# 報時山
報時山，又名塞連山，是台灣新北市瑞芳區石山里與濂新里交界處的一座山峰，標高295公尺。該山北側為九份溪，西側為九份溪最遠源流內九份溪，東側為九份溪流經黃金瀑布的支流。
報時山是一座火山，屬於基隆火山群。